# Cattedrale dell'Annunciazione della Beata Vergine Maria (Gospić)
La cattedrale dell'Annunciazione della Beata Vergine Maria (in croato Katedrala Navijestenja Blažene Djevice Marije) è la cattedrale cattolica della città di Gospić, in Croazia, e sede della diocesi di Gospić-Segna

## Storia
L'attuale cattedrale è stata costruita tra il 1781 ed il 1783 in stile barocco. Durante la guerra di Jugoslavia, il 15 settembre 1991, la chiesa è andata in fiamme: il tetto e la parte superiore della torre sono bruciati completamente mentre l'interno della chiesa è stato danneggiato dall'incendio. La ricostruzione ha avuto inizio nel 1992 per concludersi nel 1999.
Il 25 maggio 2000, con la bolla Ad Christifidelium spirituali, papa Giovanni Paolo II ha eretto la diocesi di Gospić-Segna, elevando contestualmente la chiesa a cattedrale della nuova diocesi.